# 浙江大学档案馆
浙江大学档案馆是浙江大学的一个直属单位，成立于1989年，正处级建制。包括博物馆和校史馆，馆舍位于浙江大学西溪校区艺术楼C座4楼至8楼，2003年6月启用。馆藏档案反映了浙大成立百余年来创建、变迁、发展的真实历史，至2011年底，馆藏浙江大学、杭州大学、浙江农业大学、浙江医科大学、之江大学、国立英士大学、杭州工学院、浙江省农村经济管理干部学院8个全宗档案共180596卷、323473件，50425张照片档案（含底片），1514831条数字档案馆检索目录数。现任馆长为朱之平。

## 简介
档案馆建筑面积3300平米，其中库房1600平米。配备了密集架、防磁柜、底图柜、空调器、去湿机、复印机、数码相机、扫描仪、光刻机、计算机、服务器等设备。
馆内现设有综合办公室、收集指导办公室、保管利用办公室、特种档案办公室、信息开发办公室、编研展览办公室、校史研究室和干部人事档案室，全馆编制27人。
近年来，档案馆推进数字档案馆建设，建立、开放档案网上查询系统，在全校实施电子文件远程归档，并先后推出一系列专题展览，如《浙江大学校史展》、《西迁历史展》、《竺可桢纪念馆》、《俊彩星驰》、《放飞梦想：奥运精神与浙大体育》、《百年建筑展》、《馆藏精品书画展》、《浙大音乐生活图片展》等，编辑《珍品浙大》、《岁月的记忆——浙江大学湖滨校区60春秋掠影》画册和《浙江大学并校10年事志》；创编了表现学校办学特色和高校档案特色的《浙江大学馆藏档案》刊物，编辑出版《图说浙大—浙江大学校史简本》。